# Jaime Vargas Vargas

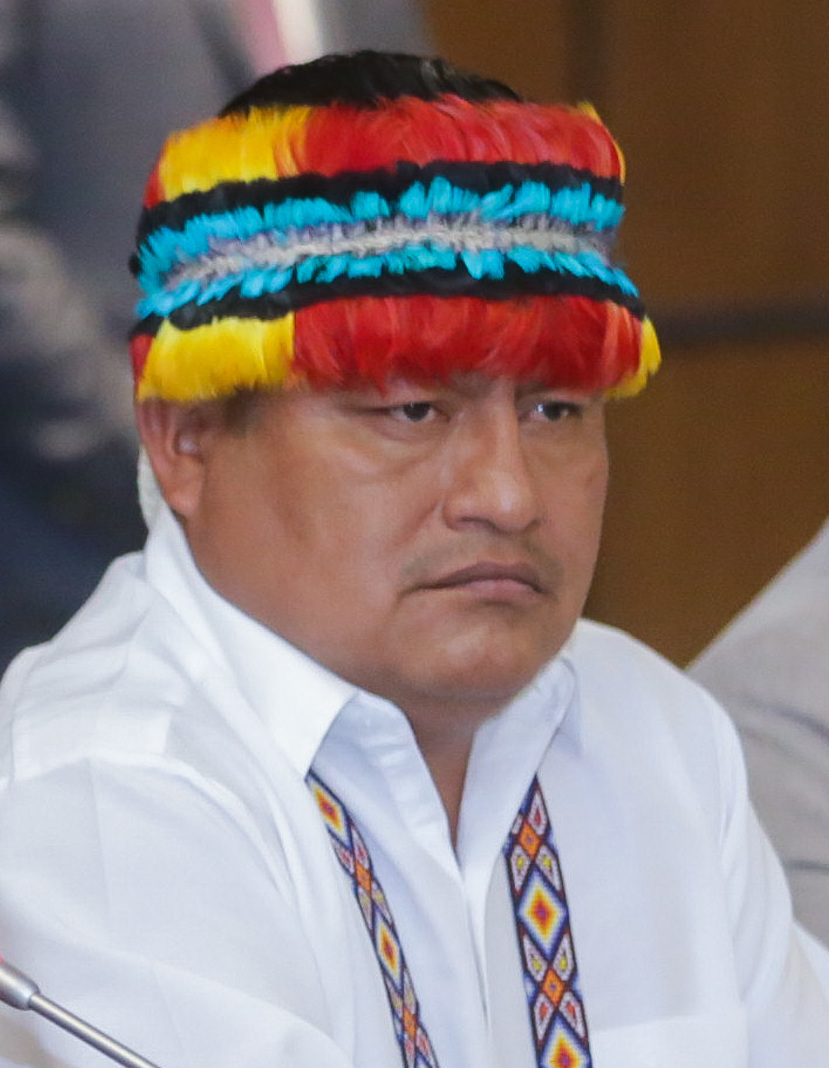
Jaime Vargas Vargas

Jaime Froilan Vargas Vargas (* 21. Juli 1979 am Río Kapawi) ist ein ecuadorianischer Politiker. Er gehört der Ethnie der Achuar an. Am 16. September 2017  wurde er zum Vorsitzenden des CONAIE gewählt. Seine Amtsperiode dauert bis 2020.

## Werdegang
2004 war er Mitglied des Finanzverwaltungsrates der interkulturellen zweisprachigen Direktion der ecuadorianischen Achuar-Nationalität.
Von 2013 bis 2015 war er Vorsitzender der Nacionalidad Achuar de Ecuador (NAE). 2013 vertrat er den Kläger beim Einreichen von Ansprüchen wegen Gebietsverletzungen und kollektiven Rechten beim Interamerikanischen Gerichtshof für Menschenrechte  in Washington, D.C. 2015 erhielt er ein Diplom im Fachgebiet Public Management der Universität  in Macas. Von 2015 bis 2017 war er Vorsitzender des Morona Santiago Bürgerbeteiligungs- und Sozialkontrollrats.
| Vorgänger                               | Amt                                             | Nachfolger |
| --------------------------------------- | ----------------------------------------------- | ---------- |
| Humberto Cholango Jorge Herrera Morocho | Vorsitzender des CONAIE Seit 16. September 2017 | —          |